# Brada sachalina
Brada sachalina är en ringmaskart som beskrevs av Annenkova 1922. Brada sachalina ingår i släktet Brada och familjen Flabelligeridae. Inga underarter finns listade i Catalogue of Life.